# Edlenkopf
Edlenkopf är en bergstopp i Österrike.   Den ligger i distriktet Zell am See och förbundslandet Salzburg, i den centrala delen av landet, 290 km väster om huvudstaden Wien. Toppen på Edlenkopf är 2 770 meter över havet, eller 27 meter över den omgivande terrängen. Bredden vid basen är 0,22 km.
Terrängen runt Edlenkopf är huvudsakligen bergig. Närmaste större samhälle är Bad Hofgastein, 14,1 km öster om Edlenkopf. 
Trakten runt Edlenkopf består i huvudsak av gräsmarker. Runt Edlenkopf är det ganska glesbefolkat, med 30 invånare per kvadratkilometer.